# 李士梅
李士梅（1914年—2005年11月16日），一作李仕梅，男，广东梅县人，中国肾脏病学家、医学教育家，曾任中山医科大学教授、博士生导师